# Meia-idade
Meia-idade é a faixa etária entre a juventude e a velhice. O intervalo exato está sujeito a debate acadêmico, mas o termo é comumente usado para denotar a faixa etária de cerca de 40-45 anos a cerca de 60-65 anos de idade. Muitas mudanças podem ocorrer entre o início da idade adulta e esta fase. Esta fase da vida é marcada pelo declínio físico, cognitivo e social gradual dos indivíduos à medida que envelhecem.
Aqueles na meia-idade continuam a desenvolver relacionamentos e a se adaptar às mudanças nos relacionamentos. Essas mudanças são altamente evidentes nos relacionamentos maduros entre filhos adultos ou em crescimento e pais idosos. O envolvimento comunitário é bastante típico desta fase da vida adulta, assim como o desenvolvimento profissional contínuo.

## Características

### Físicas
Adultos de meia-idade podem começar a apresentar sinais visíveis de envelhecimento. Podem ocorrer alterações no sistema nervoso. A capacidade de executar tarefas complexas permanece intacta. Na faixa normal de 45 a 55 anos, as mulheres passam pela menopausa, que encerra a fertilidade natural e pode ter muitos efeitos colaterais, como alterações na pele, declínio na aptidão física, incluindo uma redução no desempenho aeróbico, uma diminuição na frequência cardíaca máxima, envelhecimento e perda de cabelo. A sensibilidade sensorial em adultos de meia-idade demonstrou ser uma das mais baixas. Essas medidas são generalidades e as pessoas podem apresentar mudanças em diferentes taxas e momentos.
As taxas de mortalidade podem começar a aumentar, principalmente devido a problemas de saúde como problemas cardíacos, câncer, hipertensão e diabetes. Ainda assim, a maioria das pessoas de meia-idade em países industrializados tem a expectativa de viver até a velhice.
A partir dos 35 anos de idade, as mulheres grávidas são consideradas em idade materna avançada e começam a ocorrer declínios significativos na fertilidade, que geralmente terminam com a menopausa por volta dos 50 anos.
Adultos urbanos de meia-idade que vivenciam fragilidade e pobreza apresentam associação com aumento do dano oxidativo ao DNA induzido por H2O2.

### Cognitivas
Erik Erikson se refere a esse período da vida adulta como generatividade versus estagnação, o sétimo dos oito estágios do desenvolvimento psicossocial. Pessoas de meia-idade podem experimentar alguma perda cognitiva, que geralmente permanece imperceptível porque experiências de vida e estratégias são desenvolvidas para compensar qualquer diminuição nas habilidades mentais.
Durante essa fase, os adultos geralmente se esforçam para ter coisas que durem mais que eles. A generatividade, que é a preocupação e o compromisso que as pessoas de meia-idade têm com as gerações futuras, é uma parte importante do desenvolvimento durante esta fase.

### Sociais e de personalidade
Para alguns, a satisfação conjugal permanece intacta, mas outros relacionamentos familiares podem se tornar mais difíceis. A satisfação profissional concentra-se mais na satisfação interior e no contentamento e menos na ambição e no desejo de progredir. Mesmo assim, mudanças de carreira profissional ocorrem com frequência. A meia-idade pode ser um momento em que as pessoas reexaminam suas vidas, fazendo um balanço e avaliando suas realizações. A moralidade pode mudar e tornar-se mais consciente. A percepção de que aqueles que se encontram nesta fase do desenvolvimento da vida passam pela chamada crise da meia-idade é largamente falsa. As características de personalidade permanecem estáveis durante todo esse período e os relacionamentos na meia-idade podem continuar a evoluir para conexões estáveis.